# Henrik Galeen
Henrik Galeen, gebürtig Henryk Galeen (* 7. Januar 1881 in Lemberg, Österreich-Ungarn; † 30. Juli 1949 in Randolph (Vermont), Vereinigte Staaten), war ein Drehbuchautor, Regisseur und Filmschauspieler.

## Leben
Galeen stammte aus einer jüdischen Familie und war der Sohn von Adolph und Marie Galeen. Er kam über Wien nach Berlin, wo er zunächst Maschinenbau studierte. Erste schauspielerische Erfahrungen sammelte er auf Wanderbühnen, die ihn in die Schweiz und nach Norddeutschland führten. 1906 holte ihn Max Reinhardt vom Deutschen Theater und machte ihn zu seinem Assistenten. Belegt ist ein Engagement am dortigen Haus für die Spielzeit 1909/10. Durch seinen Freund John Gottowt lernte er die Schwedin Elvira Adler kennen, die seine erste Frau wurde. 1911 ging Galeen als Regisseur an die Berliner Volksbühne. Er schloss Bekanntschaft mit dem Schriftsteller Hanns Heinz Ewers, der in Verbindung mit der okkultistischen Loge Ordo Templi Orientis stand und – wie Albin Grau – ein Anhänger des englischen Magiers und Okkultisten Aleister Crowley war. Mit dem Drehbuch zu Der Student von Prag (1913) führte Ewers den Okkultismus im deutschen Film ein. Galeen wirkte hier bereits als Regieassistent mit. Seine erste eigene Regiearbeit beim Film war Der Golem, den er gemeinsam mit Paul Wegener 1914 drehte.
Galeens Karriere wurde durch einen Einberufungsbefehl jäh unterbrochen. Erst nach dem Ersten Weltkrieg hatte er wieder die Möglichkeit, für den Film zu arbeiten. Dabei schrieb er Drehbücher für deutsche Filmklassiker wie Der Golem, wie er in die Welt kam (1920), Nosferatu, eine Symphonie des Grauens (1922) und Das Wachsfigurenkabinett (1924). Seine besten Filme als Regisseur wurden das Remake von Der Student von Prag (1926, mit Conrad Veidt und Werner Krauß) und Alraune (1928, mit Brigitte Helm und Paul Wegener).
Im Sommer 1920 übernahm er zusammen mit Gottowt die künstlerisch sehr erfolgreiche Leitung des Theaters in der Kommendantenstraße in Berlin. Beide gründeten im Dezember 1921 die Jüdisches Künstlertheater GmbH, traten aber nach wenigen Monaten als Geschäftsführer zurück.
Die Wende zum Tonfilm erlebte Galeen in England, wo er 1928 mit Olga Tschechowa Die Siegerin inszenierte. Außerdem arbeitete er bei mehreren britischen Filmen mit, u. a. für die International Film Distributors, British Talking Pictures sowie British Sound Film Productions.
Erst 1931 kehrte er nach Deutschland zurück und schrieb für Harry Piel das Drehbuch zu Schatten der Unterwelt, der zugleich in französischer Sprache entstand. Der Spionagefilm Salon Dora Green schließlich war Galeens letzte Regiearbeit. Zu einer Realisierung des angekündigten Das steinerne Phantom kam es nicht mehr. Galeen verließ Deutschland nach der Machtergreifung der Nationalsozialisten. Sein in Schweden lebender Sohn Ivar Galeen holte ihn noch vor dem Krieg zu sich nach Göteborg, ehe beide im Februar 1940 in die USA ausreisten und sich in New York niederließen. Dort betrieben Vater und Sohn zeitweilig eine Bäckerei.
Sporadisch hielt Henrik Galeen Kontakt zu anderen emigrierten Filmleuten; mit Paul Falkenberg, einem Künstleragenten in Hollywood und ehemaligen Mitarbeiter von Georg Wilhelm Pabst, schrieb er im Dezember 1943 eine antifaschistische Aktualisierung des Golem-Stoffes. Daneben war er mit der Herstellung von Puppen tätig. 1948 heiratete Galeen in zweiter Ehe die Baroness Ilse von Schenk. Er starb nach einem längeren Krebsleiden 1949 in Randolph, Vermont.

## Filmografie (Auswahl)
(D=Darsteller, R=Regie, B=Drehbuch)
- 1914: Der Golem (D, Co-R, Co-B)
- 1915: Schlemihl (D, B)
- 1919: Die rollende Kugel (B)
- 1920: Der Golem, wie er in die Welt kam (B)
- 1920: Der verbotene Weg (R, B)
- 1920: Judith Trachtenberg (R)
- 1921: Die Geliebte Roswolskys (B)
- 1922: Nosferatu – Eine Symphonie des Grauens (B)
- 1923: Stadt in Sicht (R)
- 1923: Das Haus ohne Lachen (D)
- 1924: Das Wachsfigurenkabinett (B)
- 1924: Die Liebesbriefe der Baronin von S… (R, B)
- 1924: Auf gefährlichen Spuren (D, B)
- 1925: Das Fräulein vom Amt (B)
- 1925: Zigano, der Brigant vom Monte Diavolo (B)
- 1926: Der Student von Prag (R, B)
- 1926: Achtung Harry! Augen auf! (B)
- 1927: Sein größter Bluff (B)
- 1927: Alraune (R, B)
- 1928: Die Dame mit der Maske (B)
- 1929: Die Siegerin (After the Verdict) (R)
- 1931: Schatten der Unterwelt (B)
- 1931: Bobby geht los (B)
- 1933: Salon Dora Green / Die Falle (R)